# 宗右衛門町

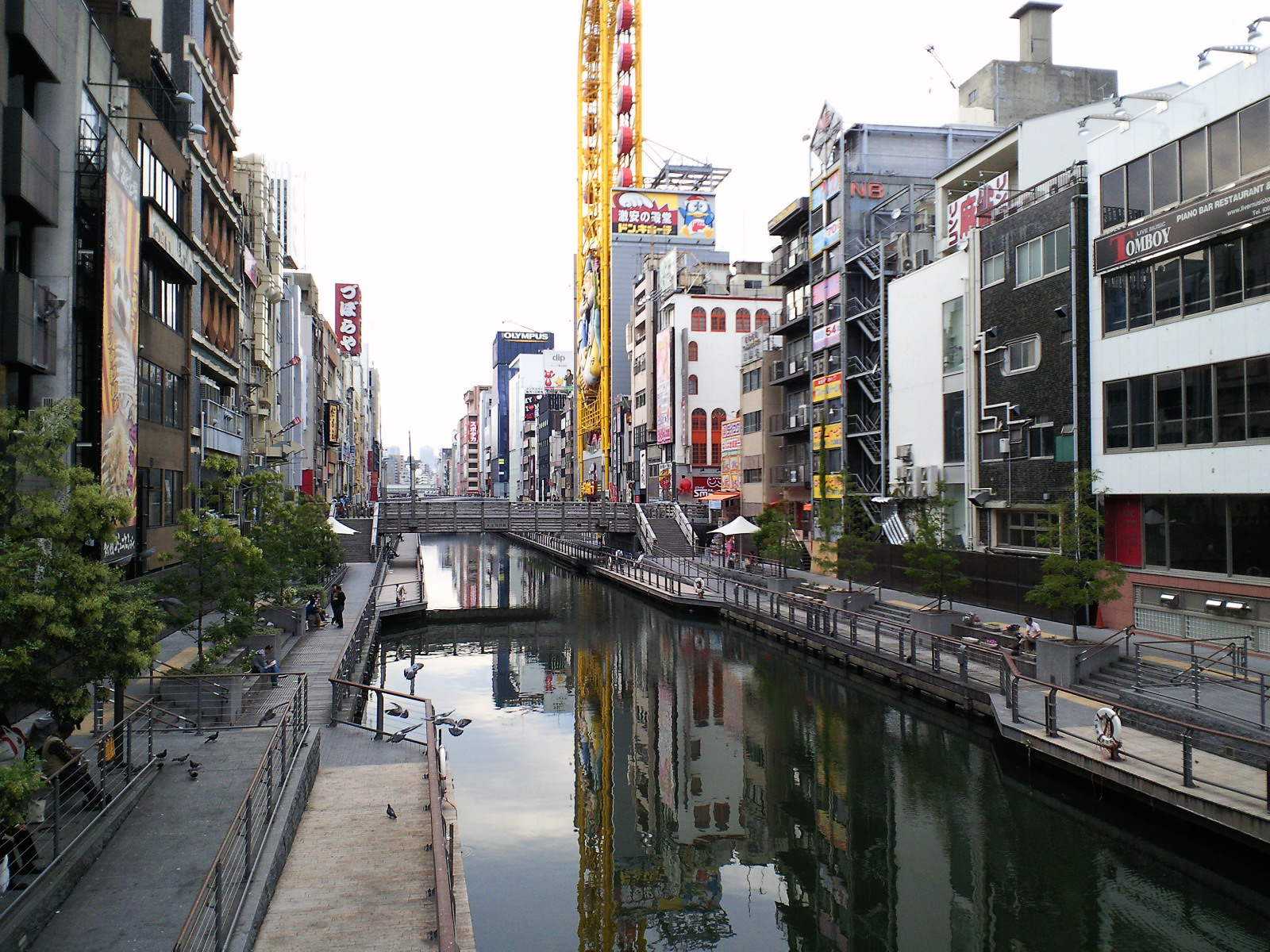
相合橋から西方向を見る。画面右側が宗右衛門町の道頓堀に面した地域。太左衛門橋、道頓堀大観覧車えびすタワー（ドン・キホーテ道頓堀店）などが写る。

宗右衛門町（そうえもんちょう）は、大阪府大阪市中央区の町名。丁番を持たない単独町名である。
地元では長音が取れて「そえもんちょう」と発音されることが多い。

## 地理
大阪ミナミの代表的な歓楽街の一つ。島之内の南端、道頓堀川の北岸に飲食店が建ち並ぶ東西約350m、南北約130mの地域。さらに北隣の東心斎橋2丁目にかけてミナミの歓楽街は広がる。
道頓堀川には上流から日本橋、相合橋、太左衛門橋、戎橋が架かっており、南隣の道頓堀1丁目とを結んでいる。

### 河川
- 道頓堀川

## 歴史
1615年（元和元年）の道頓堀川開削とともに成立した道頓堀川八丁の一つで、町名は開削に関わった人物の一人である山口屋宗右衛門に由来する。1872年（明治5年）の町名改正までは「道頓堀宗右衛門町」。
近世初期頃から花街の性格を帯びていたが、1842年（天保13年）に茶屋や風呂屋が一旦整理された。しかし、1857年（安政4年）には茶屋株50軒が免許され、以降昭和初期まで南地五花街の一つとして繁栄した。
1989年（平成元年）の町名改正により、心斎橋筋2丁目の心斎橋筋以東かつ宗右衛門町通以南、畳屋町の畳屋町筋以東かつ三津寺筋以南、笠屋町・玉屋町・千年町のそれぞれ三津寺筋以南、長堀橋筋2丁目の堺筋以西かつ三津寺筋以南を編入し、現在の町域となった。
訪日外国人観光客によるインバウンド消費の増加を背景に、戎橋北東袂となる当町の南西端（クリサス心斎橋、現デカ戎橋ビル）が2018年（平成30年）に北区大深町（グランフロント大阪）を抜いて、大阪府で最も地価の高い場所となった。
1970年（昭和45年）に地価の公示が始まって以来、曾根崎中1丁目（現：曾根崎2丁目）→小松原町→曾根崎新地1丁目→梅田1丁目→堂島1丁目→角田町→梅田1丁目→大深町と全てキタの町々に占められていた首位の座に初めて就いたミナミの町となった。
しかし、新型コロナウイルス感染症の世界的流行により訪日外国人観光客の入国が事実上ストップした影響からインバウンド消費に支えられていたミナミの地価が大幅に下落したため、2021年（令和3年）に大深町に首位の座を明け渡すこととなった。
2025年（令和7年）8月18日、道頓堀に面した雑居ビル1階から火災が発生。消火作業にあたっていた消防士2人が死亡、4人（うち3人が消防士）が病院に搬送された

## 世帯数と人口
2019年（平成31年）3月31日現在の世帯数と人口は以下の通りである。
| 町丁       | 世帯数 | 人口 |
| ---------- | ------ | ---- |
| 宗右衛門町 | 60世帯 | 72人 |

### 人口の変遷
国勢調査による人口の推移。
| 1995年（平成7年）  | 152人 | [ 7 ]  |  |
| 2000年（平成12年） | 108人 | [ 8 ]  |  |
| 2005年（平成17年） | 119人 | [ 9 ]  |  |
| 2010年（平成22年） | 103人 | [ 10 ] |  |
| 2015年（平成27年） | 104人 | [ 11 ] |  |

### 世帯数の変遷
国勢調査による世帯数の推移。
| 1995年（平成7年）  | 83世帯 | [ 7 ]  |  |
| 2000年（平成12年） | 65世帯 | [ 8 ]  |  |
| 2005年（平成17年） | 91世帯 | [ 9 ]  |  |
| 2010年（平成22年） | 79世帯 | [ 10 ] |  |
| 2015年（平成27年） | 84世帯 | [ 11 ] |  |

## 事業所
2016年（平成28年）現在の経済センサス調査による事業所数と従業員数は以下の通りである。
| 町丁       | 事業所数  | 従業員数 |
| ---------- | --------- | -------- |
| 宗右衛門町 | 194事業所 | 2,003人  |

## 施設

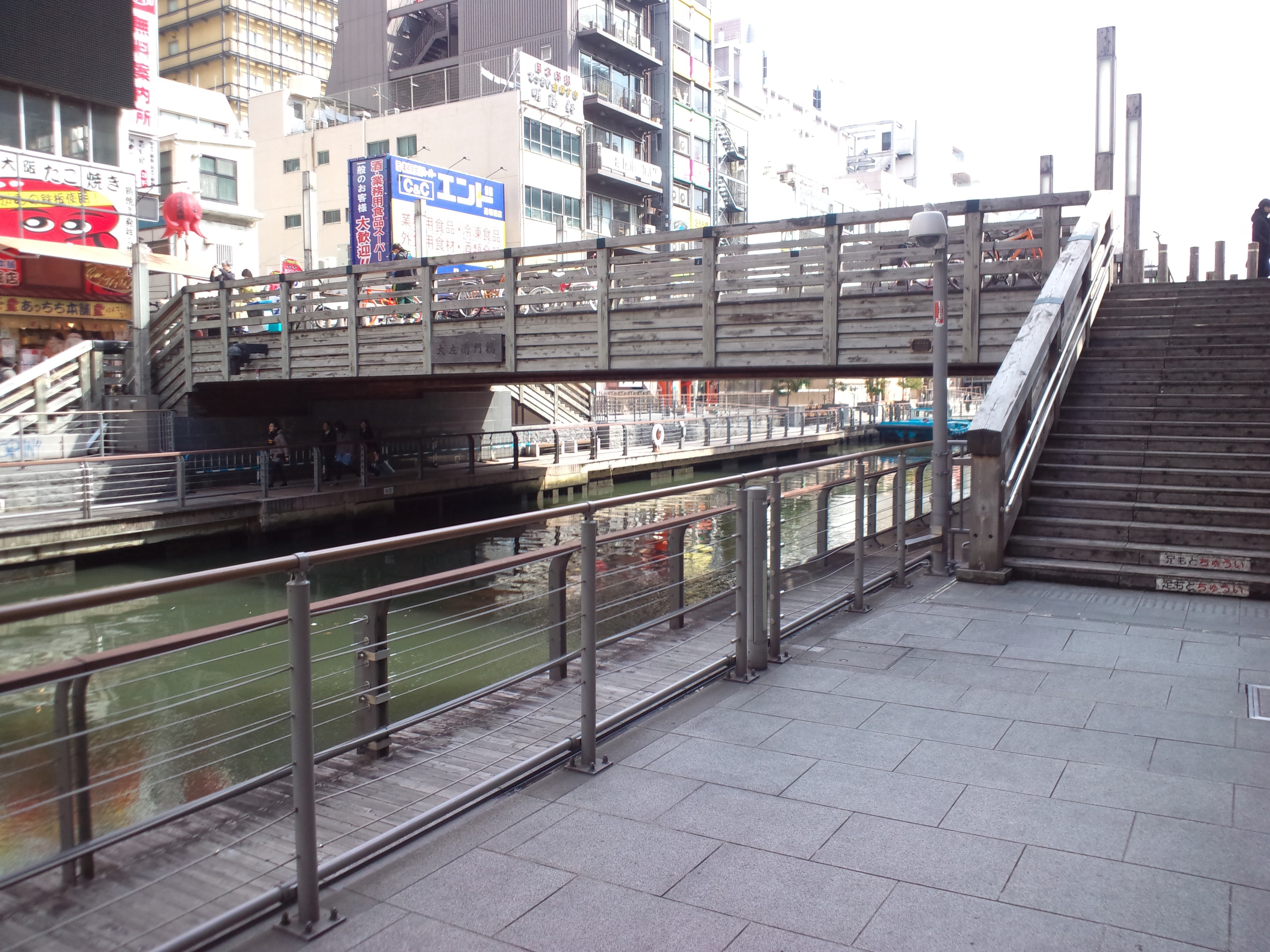
太左衛門橋

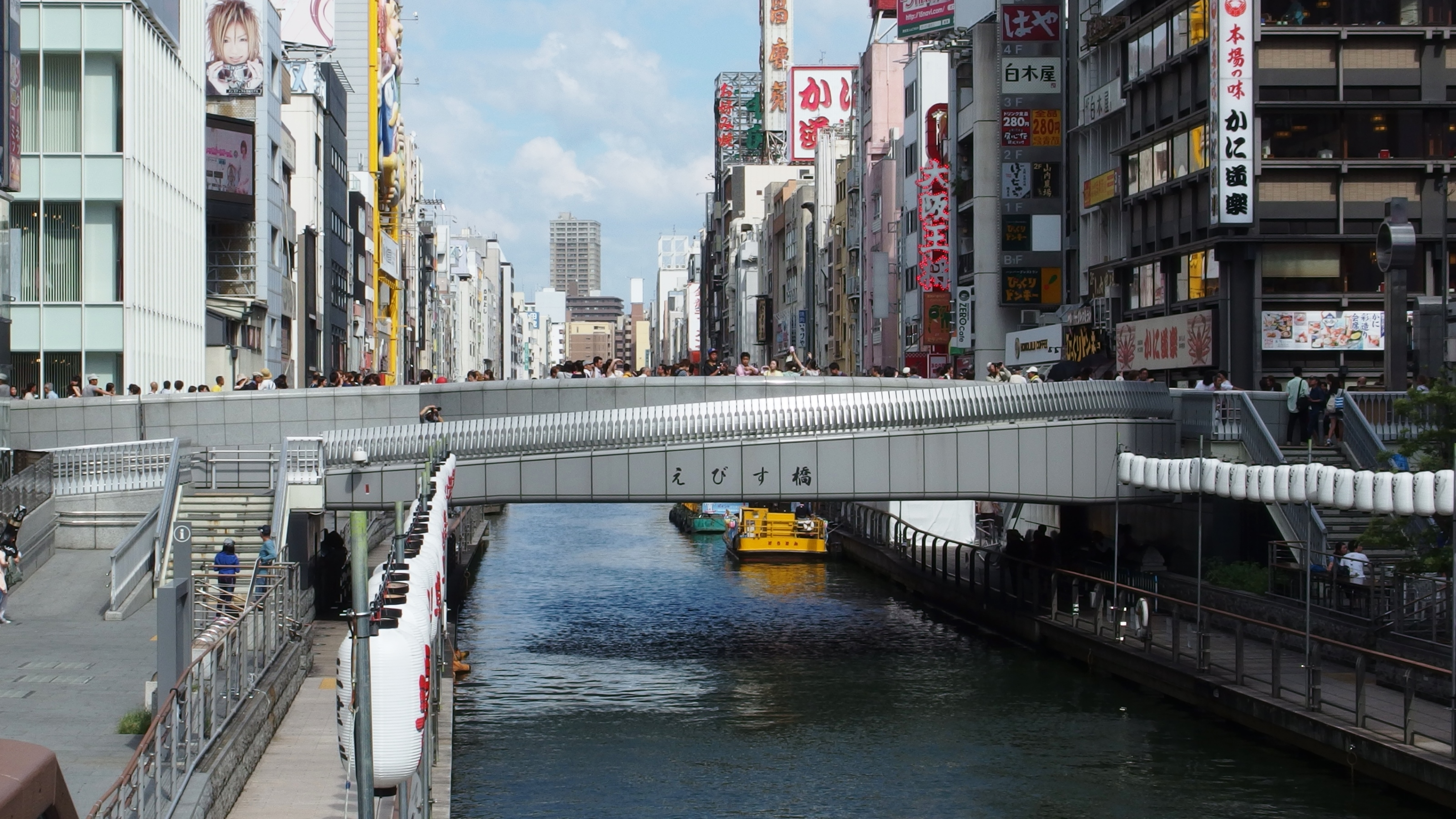
戎橋

- 日本橋
- とんぼりリバーウォーク
- 相合橋
- 太左衛門橋
- 太左衛門橋船着場
- ドン・キホーテ 道頓堀店
- デカ戎橋ビル
- 戎橋

## 交通

### 鉄道
- Osaka Metro御堂筋線 難波駅または心斎橋駅
- Osaka Metro堺筋線 日本橋駅または長堀橋駅
- Osaka Metro千日前線 難波駅または日本橋駅
- 近鉄難波線 大阪難波駅または日本橋駅
- 阪神なんば線 大阪難波駅
- 南海本線・南海高野線 難波駅

### 道路
主要地方道
- 大阪府道102号恵美須南森町線（堺筋）

## 宗右衛門町を舞台とした作品
1972年（昭和47年）には、この街の名を取り入れた歌謡曲「宗右衛門町ブルース」（そえもんちょうブルース。歌：平和勝次とダークホース）が発売され、200万枚の大ヒットを記録した。それ以前にも1967年発売の「大阪ブルース」（歌：奈美悦子）や1970年（昭和45年）発売の「大阪流し」（歌：フランク永井）などの歌詞に宗右衛門町が登場しているが、曲名に用いられた例は珍しかった。

## その他

### 日本郵便
- 〒542-0084[3]（集配局：大阪南郵便局[14]）